# Alan Mendoza
Alan Mendoza (Tocumbo, Michoacán, 28 de septiembre de 1993) es un futbolista mexicano, juega como defensor.

## Trayectoria
Mendoza debutó como profesional el miércoles 25 de julio de 2012, en el partido contra el Atlético San Luis.

### Clubes
| Club                 | País   | Año         |
| -------------------- | ------ | ----------- |
| Pumas de la UNAM     | México | 2012        |
| Pumas Morelos        | México | 2013 - 2014 |
| Venados              | México | 2015        |
| Necaxa               | México | 2016        |
| Dorados de Sinaloa   | México | 2016        |
| Pumas de la UNAM     | México | 2017 - 2018 |
| UNAM B               | México | 2019        |
| Pumas de la UNAM     | México | 2019        |
| Celaya FC            | México | 2020        |
| FC Juárez            | México | 2020 - 2021 |
| Alacranes de Durango | México | 2023        |
| Tepatitlán FC        | México | 2023 - 2024 |

## Exatlón México
En 2021 ingresa en la quinta edición del reality show deportivo Exatlón México, producido por TV Azteca.

## Kings League
En 2024 se convirtió en jugador del equipo Los Aliens de la Américas Kings League, una competición profesional de fútbol 7.